# قره‌لی (صابرآباد)
قره‌لی (به ترکی آذربایجانی: Qaralı) یک منطقه مسکونی در جمهوری آذربایجان است که در شهرستان صابرآباد واقع شده است. قره‌لی ۶۵۸ نفر جمعیت دارد.